# Jaskyňa mŕtvych netopierov
Die Jaskyňa mŕtvych netopierov (deutsch wörtlich Höhle der toten Fledermäuse) befindet sich in der slowakischen Niederen Tatra im gleichnamigen Nationalpark. Verwaltungstechnisch liegt sie im Stadtgebiet von Brezno im Okres Brezno, Banskobystrický kraj. Der Eingang befindet sich auf 1520 m n.m., etwa 1 km westlich der Berghütte Chata generála Milana Rastislava Štefánika und etwa 1,5 km südlich des Gipfels von Ďumbier. 
Die Höhle liegt im sogenannten Hochgebirgskarst von Ďumbier im etwa 2 km langen und 300 m breiten Kalkmassiv Kozie chrbty und hat zahlreiche Gänge über derzeit bekannte 14 Stufen in zwei parallel verlaufenden Zweigen. Die zentralen Teile der Höhle wurden 1981 durch Speläologen aus Brezno entdeckt. Die bisher entdeckte Länge beträgt 19.885 m auf einem Höhenunterschied von 324 m. Der größte unterirdische Raum, der Bystrický dóm, befindet sich auf der siebten Stufe in 180 m Tiefe, direkt unterhalb der Berghütte, und hat ein Volumen von 52.500 m³. Die durchschnittliche Lufttemperatur beträgt 3,5 °C, in den vereisten Teilen nur 1 °C. Von Interesse sind auch grün und rotbraunfarbige vulkanische Gesteine der Kreidezeit mit Einschlüssen von Achaten. Überall in der Höhle liegen Fledermausknochen, teilweise bis zu 6000 Jahre alt, nach denen auch die Höhle benannt worden ist. Typisch sind die Knochen der Bechsteinfledermaus und der Brandtfledermaus, die heute nur selten in der Höhle überwintern. An den Randbereichen sind Skelette von Bären, Mardern und Ziegen anzufinden. 
Seit 2001 ist die Höhle ein Nationales Naturdenkmal der Slowakei. Gegenstand des Schutzes sind vor allem große unterirdische Karsträume sowie einzelne Stufen. Ein Teil wird als Schauhöhle ohne Wegenetz oder Beleuchtung ganzjährig (ausgenommen Januar und Februar) betrieben und es stehen drei Besichtigungstouren zur Auswahl: eine etwa 1 km lange und ungefähr 1:20 h dauernde Tour über die siebte Stufe der Höhle (auch für Familien geeignet) sowie zwei anspruchsvolle Touren für Höhlenwanderer mit einer Dauer von etwa 2:00 h beziehungsweise 3:00 h. Im Juli und August finden die Touren täglich außer Montag, in der Nebensaison nur samstags und sonntags statt. Eine telefonische Voranmeldung ist jederzeit nötig.
Zum Eingangsbereich führt keine Straße, der leichteste Zugang besteht über einen kurzen Abzweig vom grün markierten Wanderweg zwischen dem Berghotel Trangoška (1100 m n.m., etwa 90 Minuten Gehzeit, Anschluss an die Cesta II. triedy 584 Richtung Podbrezová/Brezno) und der Chata generála Milana Rastislava Štefánika (1740 m n.m., nur Wanderer).